# الجناب (الحد)

تعديل مصدري - تعديل

الجناب هي إحدى قرى عزلة الحد بمديرية الحد التابعة لمحافظة لحج، بلغ تعداد سكانها 523 نسمة حسب تعداد اليمن لعام 2004.